# Velika nagrada Formule 1
Velika nagrada Formule 1 poteka čez celoten konec tedna z dvema prostima treningoma v petek, prostim treningom in kvalifikacijami v soboto, ter dirko v nedeljo. Običajno ob koncu tedna ob Formule 1 potekajo še druge serije FIE, kot na primer prvenstvo GP2.

## Prosti treningi
Običajno prva prosta treninga potekata v petek (razen na Veliki nagradi Monaka, kjer tradicionalno potekata že v četrtek) med 11:00 in 12:00 ter 14:00 in 15:00, z namenom da se dirkači seznanijo s stezo in da moštva lahko preizkusijo različne nastavitve. Še tretji prosti trening poteka v soboto med 11:00 in 12:00.

## Kvalifikacije
Kvalifikacije se pričnejo v soboto ob 14:00 in določijo vrstni red dirkačev na štarti dirke. v sezoni 2006 je bil prvič uporabljen nov format kvalifikacij, ki poteka v treh 15-minutnih delih z neomejenim številom krogov. V prvih dveh delih izpade po šest najpočasnejših dirkačev, ki glede na dosežene čase zasedejo zadnjih dvanajst mest na štartni vrsti. V zadnjem delu se najhitrejših deset dirkačev z dolito količino goriva, s katero bodo štartali, bori za prvih deset štartnih mest, porabljeno gorivo pa lahko nadomestijo.
Za dirkača, ki je najhitrejši na kvalifikacijah, pravimo da osvojil najboljši štartni položaj (pole position).

### Pravilo 107%
V zgodovini je bilo pogosto na dirko prijavljenih več dirkalnikov, kot je bilo mest za nastop na dirki, tako da so opravili tudi pred-kvalifikacije. Dirkalniki, ki so imeli slabši čas od 107 % časa najhitrejšega dirkača se ni kvalificiralo na dirko. Trenutno je v Formuli 1 le 11 moštev in pravilo 107 % ni potrebno, saj na dirki lahko nastopi 24 dirkalnikov.

## Dirka
Dirka poteka v nedeljo popoldne, običajno je štart ob 14:00. Trideset minut pred dirko lahko dirkači zapeljejo na stezo in opravijo poljubno število ogrevalnih krogov, po tem pa se postavijo na štartno vrsto v na kvalifikacijah določenem redu. Nato se naprej opravi počasen ogrevalni krog, da lahko dirkači ogrejejo pnevmatike, zavore in drugo. Nad štartno-ciljno ravnino je nameščenih pet parov rdečih luči. Ko se vse prižgejo jih po ne več kot pet sekundah direktor dirke ugasne in štart se začne. Dirke so dolge 305 kilometrov z izjemo Velike nagrade Monaka, ki je dolga 260 kilometrov. Časovno trajanje dirke je omejeno na dve uri.
Zmagovalec dirke je tisti dirkač, ki najhitreje prevozi vnaprej določeno število krogov. Ko le-ta še zadnjič prevozi ciljno črto, ostali dirkači le še dokončajo svoj tekoči krog, ne glede na to koliko krogov jim še manjka do končne razdalje. Od sezone 2010 so prvenstvene točke podeljevane za uvrstitve od prvega do desetega mesta. Uvrščeni so tudi dirkači, ki so odstopili, če so do odstopa prevozili najmanj 90 odstotkov končne razdalje. Prvi trije dirkači in predstavnik zmagovalnega moštva pridejo na oder za zmagovalce in dobijo posebne pokale. Ob tem pa se zavrtita tudi himni držav iz katere prihajata zmagovalna dirkač in moštvo.